# سیمون دلا لاتا
سیمون دلا لاتا (انگلیسی: Simone Della Latta؛ زادهٔ ۷ مارس ۱۹۹۳) بازیکن فوتبال اهل ایتالیا است.